# Dekeyseria pulchra
Dekeyseria pulchra (Steindachner, 1915) è un pesce di acqua dolce appartenente alla famiglia Loricariidae e alla sottofamiglia Ancistrinae che proviene dal Sud America.

## Descrizione
Il corpo è compresso sull'addome e non supera i 10 cm. La colorazione è grigiastra con striature nere presenti anche sulle pinne.

## Alimentazione
È erbivoro e la sua dieta è composta principalmente da alghe.

## Distribuzione e habitat
È diffuso nei fiumi del sud della Colombia e del Venezuela e nel nord-ovest del Brasile, in particolare nei bacini di Orinoco (effluente Casiquiare) e Rio Negro.

## Acquariofilia
Può essere allevato in acquario perché non è una specie aggressiva e perché non raggiunge dimensioni particolarmente elevate.